# Кунаковский
Кунако́вский — хутор в Андроповском районе (муниципальном округе) Ставропольского края России.

## Географическое положение
Расстояние до краевого центра: 84 км.
Расстояние до районного центра: 11 км.

## История
До 16 марта 2020 года хутор входил в состав сельского поселения Солуно-Дмитриевский сельсовет.

## Население
| 1989 | 2002 | 2010 | 2011 | 2014 |
| ---- | ---- | ---- | ---- | ---- |
| 114  | ↗115 | ↘89  | →89  | ↘80  |

По данным переписи 2002 года в национальной структуре населения русские составляли 55 %, чеченцы — 42 %.

## Инфраструктура
Уличная сеть в Кунаковском отсутствует. В границах хутора находится общественное открытое кладбище.